# Histidinemia

A hisztidinémia autoszomális recesszív öröklődést mutat.

A hisztidinémia egy ritka, autoszomális recesszív öröklődésű betegség, melyet a hisztidáz enzim hiánya okoz. A hisztidáz a hisztidin aminosav lebontásához szűkséges. Hisztidinemia során a lebontás zavart szenved, ami megnövekedett hisztidin és imidazol koncentrációhoz vezet a vérben, vizeletben és agy-gerincvelői folyadékban. Ugyanakkor csökken az urokaniksav bomlástermék szintje a vérben, vizeletben és bőrben.
A betegség olyan aminosavanyagcsere-rendellenesség, amely általában véletlenül, minden különösebb vagy kifejezett tünet nélkül kerül felismerésre. Ezért ilyenkor először azt kell mérlegelnünk, hogy a leírt eltérés összefüggésben lehet-e a beteg panaszaival, ha úgy ítéljük meg, hogy igen, csak abban az esetben érdemes a kezelést megkezdeni. A következő tünetek fordulnak elő: beszédzavar, értelmi fogyatékosság, fejlődésbeli visszamaradás. Az urokaniksav hiánya miatt megnövekedhet a bőrbetegségek gyakorisága, mivel az urokaniksav véd az ultraibolya sugárzás ellen.
A betegség fehérjeszegény diétával (hisztidin megszorítás) kezelhető. Normál hisztidin-bevitelre, tehát ami beépül a struktúr- és enzimfehérjékbe, ilyenkor is szükség van. A fehérjeszegény diéta kiegészítéseképpen hisztidinmentes aminosavkeveréket (például Histidon) kell fogyasztani. A készítmény alkalmazására Magyarországon még nem került sor.